# Charles Carroll

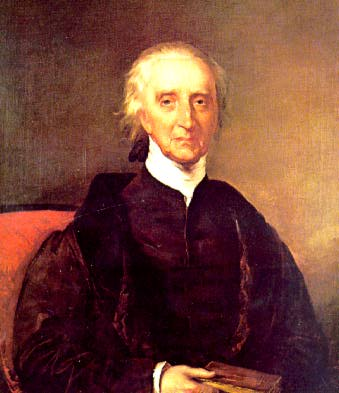
Charles Carroll of Carrollton

Charles Carroll of Carrollton (* 19. September 1737 in Annapolis (Province of Maryland); † 14. November 1832 in Baltimore) war ein Politiker in Maryland und einer der Gründerväter der USA. Er war der einzige katholische und der letzte überlebende Unterzeichner der Unabhängigkeitserklärung der USA von 1776.
Nach ihm wurden 14 Countys oder Parishes in den Vereinigten Staaten benannt, siehe Carroll County, sowie die Orte Carrollton in Ohio, Carrollton in Kentucky und New Carrollton in Maryland.

## Leben
Charles Carroll stammte aus einer wohlhabenden, irisch-katholischen Einwandererfamilie. Sein Großvater Charles Carroll „the Settler“ (1660–1720) war 1688 aufgrund der Diskriminierung von Katholiken in Irland nach Maryland, der einzigen katholischen Kolonie unter den sonst strikt protestantischen britischen Kolonien in Nordamerika, ausgewandert und diente hier Charles Calvert, 3. Baron Baltimore als Militärbeauftragter. Als der katholische König James II. in der Glorreichen Revolution vom englischen Thron verjagt wurde, brach in deren Folge auch in Maryland eine Rebellion aus, die zum Ziel hatte, die katholische Kolonialverwaltung des Lord Baltimore zu stürzen. Charles Carrolls Großvater verlor aufgrund seines katholischen Glaubens sein öffentliches Amt, bekam jedoch von Lord Baltimore zum Ausgleich sechs ausgedehnte Ländereien in Maryland übertragen, die er und seine Nachkommen im Laufe der Zeit erfolgreich vermehrten. Die Familie Carroll wurde zur wohlhabendsten Familie in Maryland.
Charles Carroll of Carrollton war der einzige Sohn von Charles Carroll of Annapolis (1702–1781) und Elizabeth Brooke (1709–1761). Sein Leben kann in drei Abschnitte von jeweils ca. 30 Jahren unterteilt werden: die Jahre seiner Ausbildung, die Zeit im öffentlichen Leben und die Jahre im Ruhestand.

### Ausbildung (1737–1770)
Er erhielt zusammen mit seinem Cousin John Carroll, dem späteren ersten katholischen Bischof der USA, zunächst eine Ausbildung in der Schule auf Bohemian Manor, die ungesetzlicher Weise geheim von den Jesuiten betrieben wurde. Im Alter von 12 Jahren ging er zusammen mit seinem Cousin nach Europa, um dort das Kolleg in St. Omer im Norden Frankreichs zu besuchen. Ab 1757 studierte er Recht in Frankreich und England und praktizierte später als Anwalt in Paris und London. Nach 16 Jahren in Europa kehrte er im Februar 1765 nach Maryland zurück. Sein Vater übergab ihm Carrollton Manor, einen riesigen Landbesitz in Frederick County. Von da an zeichnete er Papiere stets mit Charles Carroll of Carrollton. 1768 heiratete er Mary (Molly) Darnell (1749–1782), die Tochter von Henry Darnell IV. (1725–1772) und Rachel Brooke (1731–1781), mit der er 7 Kinder hatte.

### Zeit im öffentlichen Dienst (1770–1801)
Carroll engagierte sich schon frühzeitig für die Unabhängigkeit Marylands von England. Seine politische Laufbahn begann 1770, als er Sprecher in der Widerstandsbewegung gegen ungerechte koloniale Steuern wurde. 1773 lieferte sich Carroll unter dem Pseudonym First Citizen einen Schreibkrieg mit Daniel Delany, in dem er sich gegen jede Steuer aussprach, die nicht von amerikanischen Repräsentanten des Volkes genehmigt wurde. Durch diese Artikel in der Maryland Gazette wurde Carroll landesweit bekannt und zugleich seine politische Karriere gefördert. Er befürwortete militärischen Widerstand gegen England und propagierte die Unabhängigkeit. 1776 wurde er deshalb vom Kontinentalkongress zusammen mit Benjamin Franklin, Samuel Chase und seinem Cousin John Carroll zu einer diplomatischen Mission nach Kanada gesandt. Man wollte die Kanadier für eine Allianz gegen die englische Kolonialmacht gewinnen. Die Mission schlug allerdings fehl und Kanada blieb eine britische Kolonie.
Als sich Maryland zur Unterstützung der Revolution entschloss, wurde Carroll als Delegierter dieses Bundesstaates in den Kontinentalkongress gewählt. Er kam zu spät am Kongressort an, um der Erklärung zustimmen zu können, aber noch rechtzeitig, um sie zu unterzeichnen. Carroll war der einzige katholische Unterzeichner der Unabhängigkeitserklärung.
Während seiner Amtszeit im Kontinentalkongress diente Carroll im Kriegskomitee des Amerikanischen Unabhängigkeitskrieges (1775–1783). 1780 lehnte er ein erneutes Mandat für den Kongress ab. Von 1781 bis 1800 war er ununterbrochen Mitglied des Senats des Staates Maryland. Am 10. Dezember 1788 wurde er zu einem der beiden ersten Senatoren für Maryland im Senat der Vereinigten Staaten gewählt, um die Westküste zu vertreten, John Henry wurde als Vertreter der Ostküste gewählt. Am 30. November trat er als US-Senator zurück, nachdem das Parlament von Maryland ein Gesetz erlassen hatte, das es verbot, gleichzeitig ein Mandat auf Staats- und auf Unionsebene zu haben, um im Senat von Maryland bleiben zu können. Zu seinem Nachfolger wurde am 10. Januar 1793 Richard Potts gewählt.

### Ruhestand (1801–1832)
Carroll zog sich im Jahre 1801 aus dem öffentlichen Leben zurück. 1827 war er noch an der Einrichtung und der Grundsteinlegung der Baltimore and Ohio Railroad beteiligt. Nachdem am 4. Juli 1826 Thomas Jefferson und John Adams gestorben waren, blieb Carroll der letzte Überlebende der Männer, die 50 Jahre zuvor die Unabhängigkeitserklärung unterzeichnet hatten. Carroll starb 1832 im Alter von 95 Jahren in Baltimore und wurde in der Doughoregan Manor Chapel in Ellicott City, Maryland beigesetzt. Er war zu Lebzeiten der reichste Mann Marylands.
Sein Besitz, das so genannte Homewood House im Norden Baltimores, wurde 1876 zum Campus der Johns-Hopkins-Universität. Das Wohnhaus der Familie Carroll ist als ein Museum erhalten worden, und sein architektonischer Stil diente als Modell für die Universitätsgebäude.
Nach Carroll sind zwölf Countys in den Vereinigten Staaten benannt. Außerdem tragen etliche Kirchengemeinden seinen Namen und den seiner weit verzweigten Familie.

## Bedeutende Familienmitglieder
Carrolls weit verzweigte Familie spielte eine große Rolle in der Kolonialgeschichte von Maryland und in den frühen Jahren der USA.
- Charles Carroll (1723–1783), Anwalt (Barrister) und Delegierter im Kontinentalkongress aus dem Staat Maryland, verheiratet mit der Tochter von Matthew Tilghman
- Daniel Carroll (1730–1796), Unterzeichner der Amerikanischen Verfassung und einer der Gründerväter der Vereinigten Staaten, enger Vertrauter von George Washington und beteiligt an der Stadtplanung von Washington, D.C.
- John Carroll (1735–1815), erster katholische Bischof und später erster Erzbischof der USA, Begründer der katholischen Hierarchie in den Vereinigten Staaten und Gründer der Georgetown University, der heute ältesten katholischen Universität in den USA
- Anna Ella Carroll (1815–1894), war eine Publizistin und Lobbyistin aus Maryland auf Seite der Union im Amerikanischen Bürgerkrieg, die auch Lincoln persönlich beriet.

### Nachkommen
Charles Carroll of Carrollton hatte mit seiner Ehefrau Mary (Molly) Darnell (1749–1782) sieben Kinder, von denen nur drei das Erwachsenenalter erreichten:
1. Elizabeth Carroll (* 1769);
2. Mary (Polly) Carroll Caton (1770–1846), ⚭ Richard Caton (1763–1845);[4]
3. Louisa Rachel Carroll (* 1772);
4. Charles Carroll of Homewood (1775–1825), ⚭ Harriet Chew;
5. Anne Brooke Carroll (* 1776);
6. Catherine (Kitty) Carroll (1778–1861), ⚭ Robert Goodloe Harper;
7. Elizabeth Carroll (1780–1783).